# Zorile
Zorile (antiguamente Cherim-Cuiusu) es una localidad rumana de la comuna de Adamclisi, en el condado de Constanța.

## Toponimia
El antiguo nombre del lugar puede encontrarse escrito con grafías como Cherim-Cuiusu,  Kerim Kuis, Cherimcuius, Cherin-Cuiusu, Cherim-Cuis y Kerim-Kuyusu. Pasó a llamarse Zorile.

## Historia
Hacia comienzos del siglo XX, la localidad, que ya por entonces pertenecía al condado de Constanța, formaba parte de la comuna de Hazarlîc y tenía una población compuesta mayoritariamente por rumanos y búlgaros.
En la segunda mitad del siglo XX la localidad había pasado a formar parte de la comuna de Adamclisi. En el censo de 2021 la localidad tenía una población de 498 habitantes.